# Money in the Bank 2024
Money in the Bank 2024 è stata la quindicesima edizione dell'omonimo premium live event prodotto dalla WWE. L'evento si è svolto il 6 luglio 2024 alla Scotiabank Arena di Toronto ed è stato trasmesso in diretta su Peacock negli Stati Uniti e sul WWE Network nel resto del mondo.
L'evento, annunciato il 7 marzo 2024, è stato il primo Money in the Bank a svolgersi in Canada e la seconda edizione consecutiva a svolgersi fuori degli Stati Uniti d'America, dopo l'Inghilterra al The O2 Arena di Londra lo scorso anno. Inoltre la stessa arena ospiterà anche il 5 luglio la puntata settimanale di SmackDown ed il 7 luglio NXT Heatwave. I biglietti sono stati messi in vendita a partire dal 15 marzo 2024.

## Storyline

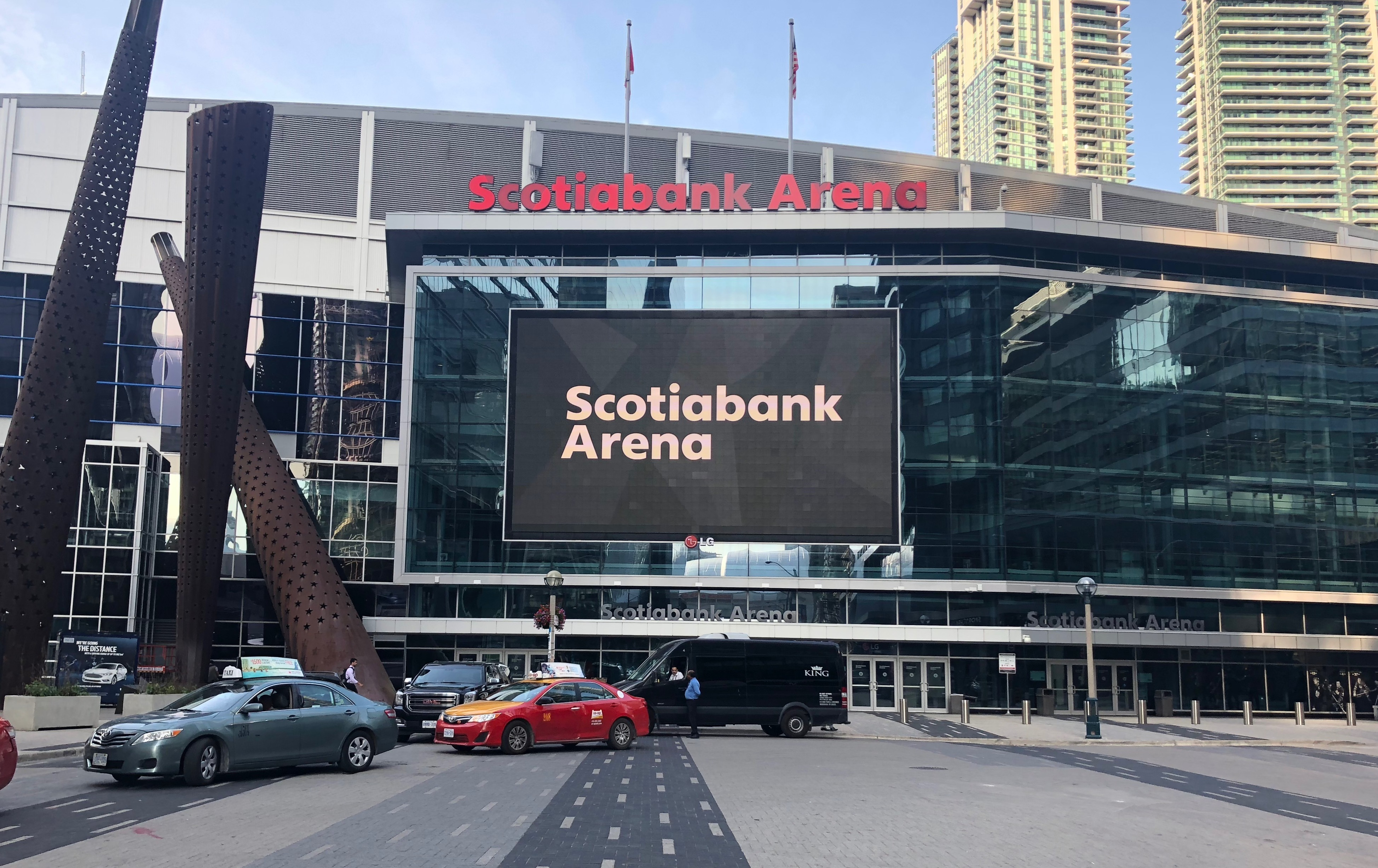
L'esterno della Scotiabank Arena, sede dell'evento.

Come ogni anno, si tengono il Money in the Bank Ladder match ed il Women's Money in the Bank Ladder match, i cui vincitori che staccheranno la valigetta avranno la possibilità di sfidare qualunque campione della federazione in qualsiasi momento entro i dodici mesi successivi.
Gli incontri di qualificazione al match maschile iniziarono a Raw il 17 giugno tramite una serie di sei triple threat match, tre per ciascun roster. Il primo wrestler che è riuscito a qualificarsi al ladder match è stato Jey Uso, già uomo copertina del poster dell'evento, che è riuscito a sconfiggere Finn Bálor e Rey Mysterio. Il 21 giugno a SmackDown, nella puntata della stessa settimana, si tennero due incontri di qualificazione nei quali Carmelo Hayes ed Andrade uscirono come vincitori a discapito rispettivamente di Randy Orton e Tama Tonga, e Grayson Waller e Kevin Owens. Nella successiva puntata di Raw del 24 giugno, Chad Gable riuscì a staccare il pass per l'evento sconfiggendo Braun Strowman e Bronson Reed. Il quinto e penultimo posto venne conquistato da LA Knight riuscendo a schienare il WWE United States Champion Logan Paul, in un match che vedeva coinvolto anche Santos Escobar. L'ultimo match di qualificazione si svolse a Raw il 1º luglio in chiave europea, dove Drew McIntyre riuscì a qualificarsi nei confronti di Sheamus ed Il'ja Dragunov.
Anche per quanto riguarda il ladder match femminile, il primo incontro di qualificazione si tenne il 17 giugno a Raw, dove Iyo Sky riuscì a sopravanzare Kiana James e Zelina Vega. Nella seguente puntata di SmackDown, Bianca Belair e Michin vennero sconfitte da Chelsea Green diventando la seconda lottatrice a qualificarsi. Il 24 giugno a Raw, Lyra Valkyria divenne la terza qualificata sconfiggendo Kairi Sane e Shayna Baszler. Nella puntata del 28 giugno di SmackDown, si tennero gli ultimi due incontri di qualificazione del roster blu dove si qualificarono Tiffany Stratton che sconfisse Jade Cargill e Candice LeRae, e Naomi che riuscì a battere Blair Davenport ed Indi Hartwell. L'ultimo posto rimanente venne conquistato da Zoey Stark nella puntata del 1º luglio di Raw a discapito di Dakota Kai ed Ivy Nile.
Nella puntata di Raw del 17 giugno, Seth Rollins fece il suo ritorno per la prima volta dopo lo stop per l'infortunio al ginocchio e la sconfitta di WrestleMania XL. Rollins prese parola al centro del ring dicendo di volere riconquistare il World Heavyweight Championship annunciando la sua partecipazione al Money in the Bank ladder match, già vinto da lui nel 2014, ma venne interrotto poco prima dal campione in carica Damian Priest dicendo che avrebbe voluto incassare su di lui la valigetta a WrestleMania XL. Rollins fece anche presente delle somiglianze tra lui e Priest in quanto tutti e due vinsero il loro primo titolo massimo incassando la valigetta a WrestleMania, con Rollins che la incassò nel main event di WrestleMania 31. A questo punto Rollins domandò a Priest che tipo di campione volesse essere e se voleva venire ricordato tra i migliori di sempre, con il campione che propose quindi un match titolato tra loro due. La settimana successiva, Rollins propose che se lui avesse perso non avrebbe mai più sfidato Priest durante il suo regno da campione, ma se fosse successo il contrario Priest sarebbe obbligato a dover lasciare The Judgment Day, con il campione che accettò questa condizione.
A Clash at the Castle: Scotland, Rhodes difese con successo il titolo da AJ Styles ma mentre stava festeggiando venne affiancato da Solo Sikoa, nuovo leader della Bloodline dall'assenza di Roman Reigns, e venendo attaccato dal gruppo con Randy Orton e Kevin Owens che intervennero in suo soccorso. Nella puntata successiva di SmackDown, si tenne un incontro non titolato tra Solo Sikoa e Cody Rhodes che terminò però in no-contest a causa dell'attacco di Tama Tonga e Tanga Loa nei confronti del campione venendo successivamente attaccati da Orton ed Owens soccorsi in aiuto e confinando Sikoa ad un angolo del ring. Alle loro spalle si presentò però Jacob Fatu, nuovo membro della Bloodline, che attaccò da solo i tre rivali eseguendo anche una frog splash sul tavolo nei confronti di Cody Rhodes. Nella puntata di Raw del 24 giugno, venne ufficializzato un six-man tag team match tra Rhodes, Owens ed Orton contrapposti a Jacob Fatu, Tama Tonga e Tanga Loa con a supporto Solo Sikoa.
Nella puntata di Raw del 17 giugno, il WWE Intercontinental Champion Sami Zayn tenne un promo dove festeggiava la difesa del titolo su Chad Gable ma venne interrotto da Bron Breakker e Sheamus che si affrontarono più tardi nella serata con il loro match che terminò però a causa dell'interferenza di Ludwig Kaiser. Nella puntata successiva Zayn e Breakker si incontrarono nel backstage fuori dall'ufficio del general manager Adam Pearce con il campione che accettò di difendere la sua cintura in un match titolato contro Breakker.

## Risultati
| # | Match | Stipulazione                                                                                              | Durata |
| - | --- | --- | ------ |
| 1 | Drew McIntyre ha sconfitto Andrade, Carmelo Hayes, Chad Gable, Jey Uso e LA Knight                         | Money in the bank ladder match                                                                            | 16:30  |
| 2 | Sami Zayn (c) ha sconfitto Bron Breakker                                                                   | Single match per il WWE Intercontinental Championship                                                     | 13:15  |
| 3 | Damian Priest (c) ha sconfitto Seth Rollins e Drew McIntyre                                                | Triple threat match per il World Heavyweight Championship Drew McIntyre ha incassato il Money in the Bank | 14:40  |
| 4 | Tiffany Stratton ha sconfitto Chelsea Green, Iyo Sky, Lyra Valkyria, Naomi e Zoey Stark                    | Women's Money in the bank ladder match                                                                    | 16:50  |
| 5 | Solo Sikoa, Jacob Fatu e Tama Tonga (con Tonga Loa) hanno sconfitto Cody Rhodes, Randy Orton e Kevin Owens | Six-man tag team match                                                                                    | 24:40  |